# Ptychotheca pallidivirens
Ptychotheca pallidivirens là một loài bướm đêm thuộc họ Geometridae. Chúng thườing được tìm thấy ở New Guinea.